# Liste der Bodendenkmäler in Reit im Winkl
Auf dieser Seite sind die Bodendenkmäler in der oberbayerischen Gemeinde Reit im Winkl zusammengestellt. Diese Tabelle ist eine Teilliste der Liste der Bodendenkmäler in Bayern. Grundlage ist die Bayerische Denkmalliste, die auf Basis des Bayerischen Denkmalschutzgesetzes vom 1. Oktober 1973 erstmals erstellt wurde und seither durch das Bayerische Landesamt für Denkmalpflege geführt wird. Die folgenden Angaben ersetzen nicht die rechtsverbindliche Auskunft der Denkmalschutzbehörde.

## Bodendenkmäler der Gemeinde Reit im Winkl

### Bodendenkmäler in der Gemarkung Reit im Winkl
| Lage                     | Objekt | Akten-Nr.     | Bild |
| ------------------------ | --- | ------------- | ---- |
| Reit im Winkl (Standort) | Körpergräber vor- und frühgeschichtlicher Zeitstellung. | D-1-8340-0002 |      |
| Reit im Winkl (Standort) | Untertägige spätmittelalterliche und frühneuzeitliche Befunde im Bereich der Katholischen Pfarrkirche St. Pankratius in Reit im Winkl und ihrer Vorgängerbauten. Siehe auch: Spätmittelalter, Frühe Neuzeit | D-1-8340-0003 |      |